# Claudia Grigorescuová
Claudia Laura Grigorescuová provdaná Claudia Laura Vanţăová (* 6. ledna 1968 Bukurešť, Rumunsko) je bývalá rumunská sportovní šermířka, která se specializovala na šerm fleretem. Rumunsko reprezentovala v osmdesátých a devadesátých letech. Na olympijských hrách startovala v roce 1992 v soutěži jednotlivkyň a družstev. V roce 1991 obsadila druhé místo na mistrovství světa v soutěži jednotlivkyň. S rumunským družstvem fleretistek vybojovala na olympijských hrách 1992 bronzovou olympijskou medaili a v roce 1994 získala s družstvem titul mistryň světa.